# Scientifiques ayant dû quitter l'Europe à cause des lois raciales
 (décembre 2023).
- Si vous ne connaissez pas le sujet, laissez ce bandeau (vous pouvez alors contacter les auteurs).
- Si vous supprimez le contenu mis en cause (vous pouvez préalablement contacter les auteurs),

argumentez précisément cette suppression dans la page de discussion
(un manque de référence n'est pas un argument ; une recherche réelle de référence doit avoir été effectuée, être formellement documentée).
 (décembre 2023).
Si vous disposez d'ouvrages ou d'articles de référence ou si vous connaissez des sites web de qualité traitant du thème abordé ici, merci de compléter l'article en donnant les références utiles à sa vérifiabilité et en les liant à la section « Notes et références ».
Cet article liste des scientifiques qui disposent d’un article Wikipédia, qui ont dû quitter l'Europe à cause des lois raciales,.
La plupart sont soit juifs, soit mariés avec une ou un juif, soit avec un ascendant juif, soit ils furent des opposants.
Ainsi, en 1934, lorsque le ministre de la science du Reich, Bernhardt Rust, demande au mathématicien David Hilbert si l'institut de Göttingen qu'il dirige a souffert du « départ des juifs et de leurs amis », celui-ci répond : « il n'a pas souffert, monsieur le ministre, il n'existe plus
Max Planck tente de faire fléchir le Führer lors d'une rencontre en tête-à-tête, mais ce dernier aurait répliqué : « Si la science ne peut se passer des Juifs, nous nous passerons de la science l'espace de quelques années »
Beaucoup ont contribué, directement ou indirectement, au développement du projet Manhattan.
Quelques-uns reçurent le prix Nobel avant ou après leur émigration.

## Liste
- Daniel Asheri[7]
- Vinicio Barocas[8]
- Hans Bethe, prix Nobel de physique (1967)
- Niels Bohr, Prix Nobel de physique (1922)
- Max Born, Prix Nobel de physique 1954
- Richard Courant
- Albert Einstein, Prix Nobel de physique (1921)
- Enrico Fermi, Prix Nobel de physique (1938)
- James Franck, Prix Nobel de physique de 1925
- Otto Frisch
- Klaus Fuchs
- Kurt Gödel
- Samuel Goudsmit
- Fritz Haber, Prix Nobel de Chimie 1928
- Hans von Halban
- Hans Heilbronn
- Carl Gustav Hempel
- Gerhard Herzberg, prix Nobel de chimie 1971
- Victor Francis Hess, prix Nobel de physique de 1936
- George de Hevesy, Prix Nobel de chimie (1943)
- Martin Karplus, Prix Nobel de chimie (2013)
- Lew Kowarski
- Hans Adolf Krebs, prix Nobel de physiologie ou médecine de 1929
- Hedy Lamarr, Actrice et inventrice
- Edmund Landau
- Otto Loewi, Prix Nobel de physiologie ou médecine (1936)
- Lise Meitner
- Otto Fritz Meyerhof, prix Nobel de physiologie ou médecine (1922)
- Rudolf Peierls
- Hans Reichenbach
- Erwin Schrödinger, Prix Nobel de physique (1933)
- Leó Szilárd
- Edward Teller
- Richard Martin Willstätter, prix Nobel de chimie en 1915
- Theodore von Kármán
- Michael Polanyi
- John Von Neumann
- Bruno Rossi
- Emilio Segrè, Prix Nobel de physique (1959)
- Otto Stern, prix Nobel de physique de 1943
- Alfred Tarski
- Otto Toeplitz
- Victor Weisskopf
- Eugene Wigner, Prix Nobel de physique (1963)
- Max Zorn